# Leptodactylodon ovatus
Espèce
Synonymes
- Leptodactylodon ornatus orientalis Amiet, 1971

Statut de conservation UICN

 LC  : Préoccupation mineure
Leptodactylodon ovatus est une espèce d'amphibiens de la famille des Arthroleptidae.

## Répartition
Cette espèce se rencontre jusqu'à 800 m d'altitude dans l'ouest du Cameroun et à l'extrême Sud-Est du Nigeria.

## Taxinomie
Selon l'UICN, il y a deux sous-espèces Leptodactylodon ovatus ovatus Andersson, 1903 à l'Ouest du mont Koupé et Leptodactylodon ovatus orientalis Amiet, 1971 à l'Est du mont Koupé.

## Publication originale
- Andersson, 1903 : Neue Batrachier aus Kamerun, von den Herren Dr. Y. Sjöstedt und Dr. R. Jungner gesammelt. Verhandlungen des Zoologisch-Botanischen Vereins in Wien, vol. 53, p. 141-145 (texte intégral).